# Kapary

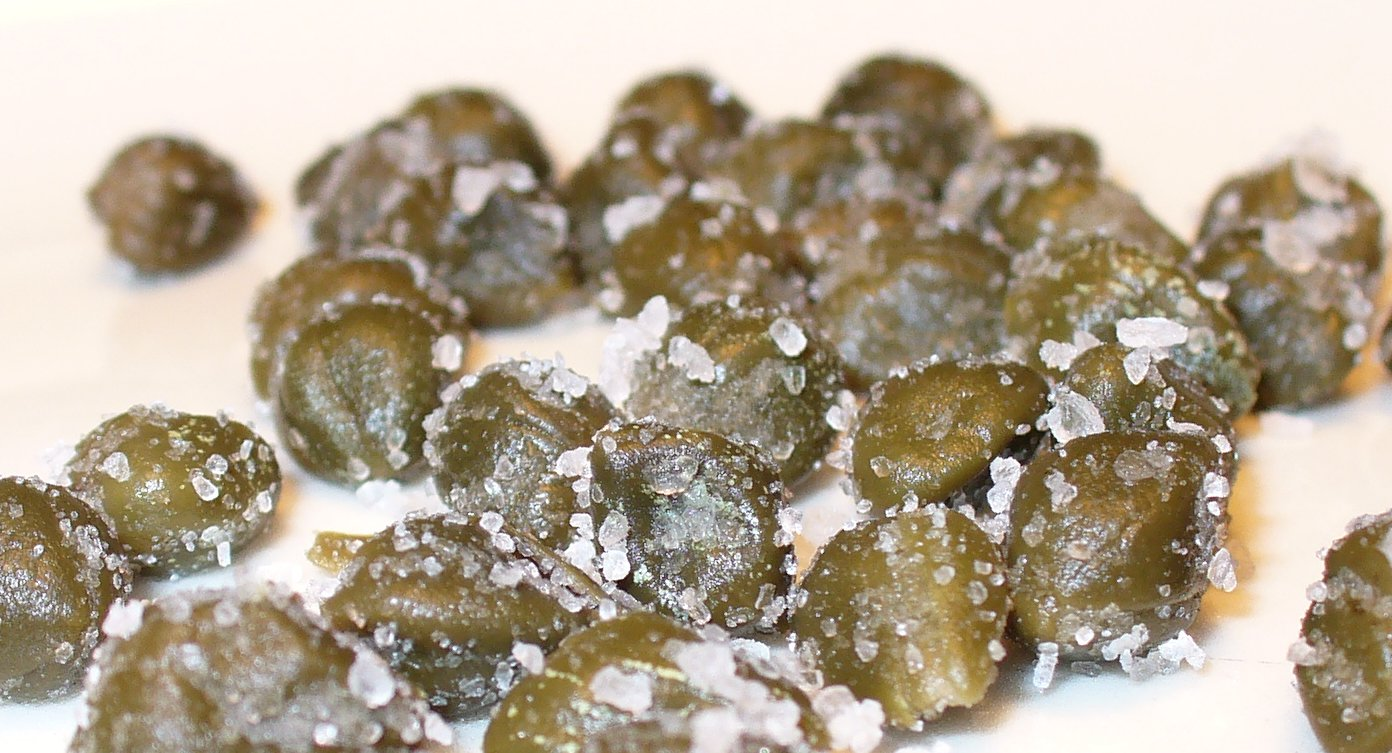
Kapary

Kapary jsou nerozvinutá poupata květů keře kapary trnité, naložená v soli nebo solném nálevu, případně v solném nálevu s vinným octem. Nejlepší kapary pocházejí z francouzského Provence a jsou nazývány „nonpareilles“ (nesrovnatelné).[zdroj?] Používají se tedy hodně ve středomořské kuchyni (italské, španělské, řecké), do salátů, omáček, na těstoviny, pizzu i k různým masům jako je ragú, mleté řízky nebo ryby či jehněčí speciality. Kapary v nálevu lze při vaření použít bez úpravy, kvalitnější kapary nakládané pouze v soli je třeba před použitím propláchnout, aby svou chutí nepřehlušily chuť ostatních přísad pokrmu.

## Zdravotní účinky
Kapary mají příznivý vliv na imunitní systém. Působí hlavně proti kašli, protože uvolňují hleny. Mezi jich další pozitivní vlastnosti patří, že působí močopudně a čistí tak organismus.
Kapary obsahují antihistaminikum, které je uloženo v pupenech rostliny.